# 足立区立北三谷小学校
足立区立北三谷小学校（あだちくりつ きたさんやしょうがっこう）は、東京都足立区東和一丁目にある公立小学校。

## 概要
1954年（昭和29年）に東渕江小学校分校として設立された。

## 教育目標
3つの目標の実現を目指している。
- 考える子
- 明るい子
- ねばり強い子

## 教育体制
英語教育活動に重点をおいている。

## 学校生活

### クラブ活動
- 運動クラブ
- 文化クラブ

### 北三ジュニアバンド
4年生から6年生の吹奏楽。
一般的に小学校は金管楽器のみの金管バンドが多いが、珍しく、金管楽器、木管楽器、パーカッションがすべてそろっている。
3月には小学校にて定期演奏会を行っている。

## 学校諸元

### アクセス
- JR常磐線（緩行線）亀有駅から、徒歩15分。
- 東京メトロ千代田線綾瀬駅から、
  - 足立区コミュニティバス『はるかぜ』「2号『綾瀬駅～六ツ木都住～八潮駅北口』」に乗車し、「東綾瀬小学校」停留所下車後、徒歩3分。
  - 徒歩20分。

## 沿革

### 年表
出典
- 1953年（昭和28年）12月24日 - 足立区立東渕江小学校の分校として第1期工事8教室竣工。
- 1954年（昭和29年）1月16日 - 足立区立東渕江小学校北三谷分校設置。分校開校式挙行。開校時点で、学級数7学級・児童数306名・職員数8名。
- 1955年（昭和30年）2月1日 - 足立区立北三谷小学校として独立。
- 1956年（昭和31年）
  - 3月8日 - 給食調理室竣工。
  - 5月1日 - 給食開始。
- 1960年（昭和35年）
  - 2月1日 - 創立5周年記念式典挙行。
  - 4月1日 - 通学区域の一部変更実施し、北三谷町・普賢寺町の一部が弘道小学校へ移る。
  - 9月10日 - 理科室と家庭科室が竣工。
- 1961年（昭和36年）12月1日 - 校歌制定。
- 1963年（昭和38年）6月5日 - 放送室・保健室増築竣工。
- 1966年（昭和41年）
  - 3月19日 - 体育館並びに正門移転工事竣工。
  - 3月22日 - 創立10周年記念式典挙行。
- 1970年（昭和45年）3月17日 - 校長室・職員室・保健室・事務室・給食調理室並びに屋上プール竣工。
- 1975年（昭和50年）
  - 2月1日 - 創立20周年記念式典挙行。
  - 12月15日 - 図工室・家庭科室・図書室竣工。
- 1976年（昭和51年）4月1日 - 東綾瀬小学校開校により、一部児童が東綾瀬小学校へ転籍。
- 1979年（昭和54年）3月16日 - はんとう棒とジャングルジム設置。
- 1981年（昭和56年）4月1日 - 教育センター教育相談室東部分室開設。
- 1984年（昭和59年）
  - 2月23日 - 「野鳥の家」づくりのため、グミ、カキなど実のなる樹木10本を植樹。
  - 9月12日 - 校庭散水栓完成。
  - 11月24日 - 創立30周年記念式典挙行。
- 1987年（昭和62年）3月15日 - 教育センター教育相談室東部分室が、本校から移転。
- 1988年（昭和63年）8月30日 - 校舎と体育館内外装工事完了。
- 1994年（平成6年）11月26日 - 創立40周年記念式典挙行。
- 1997年（平成9年）9月1日 - コンピュータールーム設置。
- 2000年（平成12年）4月1日 - 東綾瀬住区センター学童保育室分室併設。
- 2001年（平成13年）12月 - 金管バンドクラブ発足。
- 2004年（平成16年）
  - 6月 - 中川農園での栽培活動開始。
  - 10月23日 - 創立50周年記念式典挙行。
- 2005年（平成17年）12月 - 通学路一斉点検実施し、安全マップ作成。
- 2007年（平成19年）
  - 3月 - 屋上防水工事実施。
  - 6月 - 普通教室冷房化工事終了。
  - 11月 - 校舎耐震化工事実施。
- 2009年（平成21年）4月 - 北三ふれあい広場開始。
- 2014年（平成26年）11月1日 - 創立60周年記念式典挙行。
- 2021年（令和3年）10月 - 西側トイレ改修。
- 2022年（令和4年）11月 - 校庭人工芝化。